# Liste der Bodendenkmäler in Neuhaus am Inn
Auf dieser Seite sind die Bodendenkmäler in der niederbayerischen Gemeinde Neuhaus am Inn zusammengestellt. Diese Tabelle ist eine Teilliste der Liste der Bodendenkmäler in Bayern. Grundlage ist die Bayerische Denkmalliste, die auf Basis des Bayerischen Denkmalschutzgesetzes vom 1. Oktober 1973 erstmals erstellt wurde und seither durch das Bayerische Landesamt für Denkmalpflege geführt wird. Die folgenden Angaben ersetzen nicht die rechtsverbindliche Auskunft der Denkmalschutzbehörde.

## Bodendenkmäler der Gemeinde Neuhaus am Inn

### Bodendenkmäler in der Gemarkung Mittich
| Lage               | Objekt | Akten-Nr.     | Bild |
| ------------------ | --- | ------------- | ---- |
| Mittich (Standort) | Mittelalterlicher und neuzeitlicher Burgstall Mattau. Siehe auch: Burgstall Mattau | D-2-7546-0002 |      |
| Mittich (Standort) | Verebnete Grabhügel vorgeschichtlicher Zeitstellung. | D-2-7546-0007 |      |
| Mittich (Standort) | Verebnete Grabhügel vorgeschichtlicher Zeitstellung. | D-2-7546-0008 |      |
| Mittich (Standort) | Verebnetes rundes Grabenwerk vor- und frühgeschichtlicher Zeitstellung oder mittelalterlicher Burgstall. | D-2-7546-0009 |      |
| Mittich (Standort) | Verebneter mittelalterlicher Burgstall Reding. Siehe auch: Burg Reding | D-2-7546-0010 |      |
| Mittich (Standort) | Siedlung vor- und frühgeschichtlicher Zeitstellung. | D-2-7546-0016 |      |
| Mittich (Standort) | Siedlung vor- und frühgeschichtlicher Zeitstellung. | D-2-7546-0017 |      |
| Mittich (Standort) | Siedlung vor- und frühgeschichtlicher Zeitstellung. | D-2-7546-0020 |      |
| Mittich (Standort) | Untertägige mittelalterliche und frühneuzeitliche Siedlungsteile im Bereich der Hofwüstung Haager / Hayer bei Mattau. | D-2-7546-0092 |      |
| Mittich (Standort) | Untertägige mittelalterliche und frühneuzeitliche Siedlungsteile im Bereich der Hofwüstung Waasen bei Mattau. | D-2-7546-0093 |      |
| Mittich (Standort) | Untertägige mittelalterliche und frühneuzeitliche Befunde im Bereich der katholischen Pfarrkirche Maria Himmelfahrt in Mittich, darunter die Spuren von Vorgängerbauten bzw. älteren Bauphasen. Siehe auch: Mariä Himmelfahrt (Mittich) | D-2-7546-0096 |      |
| Mittich (Standort) | Untertägige frühneuzeitliche Befunde im Bereich der Wallfahrtskapelle St. Coloman, darunter die Spuren von Vorgängerbauten. | D-2-7546-0097 |      |
| Mittich (Standort) | Siedlung und Bestattungsplatz der frühen Neuzeit. | D-2-7546-0145 |      |

### Bodendenkmäler in der Gemarkung Neuhaus am Inn
| Lage                      | Objekt | Akten-Nr.     | Bild |
| ------------------------- | --- | ------------- | ---- |
| Neuhaus am Inn (Standort) | Frühmittelalterliches Reihengräberfeld. | D-2-7546-0011 |      |
| Neuhaus am Inn (Standort) | Verebnetes Grabenwerk vor- und frühgeschichtlicher Zeitstellung. | D-2-7546-0012 |      |
| Neuhaus am Inn (Standort) | Untertägige Befunde im Bereich der mittelalterlichen Burg und des neuzeitlichen Schlosses Neuhaus a. Inn mit der katholischen Expositurkirche Hl. Dreifaltigkeit, zuvor Schlosskapelle. Siehe auch: Schloss Neuhaus am Inn | D-2-7546-0104 |      |
| Neuhaus am Inn (Standort) | Untertägige mittelalterliche und frühneuzeitliche Befunde im Bereich der abgegangenen katholischen Kirche St. Martin in Weihmörting.                                                                                       | D-2-7546-0106 |      |
| Neuhaus am Inn (Standort) | Teilstück der römischen Inntalstraße mit begleitenden Materialentnahmegruben. | D-2-7546-0151 |      |

### Bodendenkmäler in der Gemarkung Vornbach
| Lage                | Objekt | Akten-Nr.     | Bild |
| ------------------- | --- | ------------- | ---- |
| Vornbach (Standort) | Siedlungen des Spätneolithikums und der späten Latènezeit. | D-2-7546-0013 |      |
| Vornbach (Standort) | Siedlung des Spätneolithikums. | D-2-7546-0014 |      |
| Vornbach (Standort) | Station des Mittel- und Jungpaläolithikums. Siedlung der Latènezeit. | D-2-7546-0015 |      |
| Vornbach (Standort) | Neuzeitliche Schanze. | D-2-7546-0018 |      |
| Vornbach (Standort) | Verebnetes Grabenwerk vor- und frühgeschichtlicher Zeitstellung. | D-2-7546-0019 |      |
| Vornbach (Standort) | Untertägige mittelalterliche und frühneuzeitliche Siedlungsteile im Bereich der Mühlenwüstung Höchfelden. | D-2-7546-0108 |      |
| Vornbach (Standort) | Untertägige mittelalterliche und neuzeitliche Befunde im Bereich des Schlosses Vornbach, zuvor mittelalterliche Burg, anschließend Kloster mit der Pfarrkirche Maria Himmelfahrt, darunter die Spuren von Vorgängerbauten bzw. älteren Bauphasen. Siehe auch: Schloss Vornbach, Burg Vornbach, Kloster Vornbach, Mariä Himmelfahrt (Vornbach) | D-2-7546-0115 |      |
| Vornbach (Standort) | Untertägige mittelalterliche und frühneuzeitliche Befunde im Bereich der katholischen Friedhofskirche St. Martin in Vornbach, darunter die Spuren von Vorgängerbauten bzw. älteren Bauphasen. Siehe auch: St. Martin (Vornbach) | D-2-7546-0116 |      |
| Vornbach (Standort) | Siedlungen der Linearbandkeramik, der Altheimer Gruppe, der späten Latène- und der mittleren römischen Kaiserzeit. | D-2-7546-0117 |      |
| Vornbach (Standort) | Siedlungen des Neolithikums und der Bronzezeit. | D-2-7546-0118 |      |
| Vornbach (Standort) | Untertägige mittelalterliche und frühneuzeitliche Befunde im Bereich der abgegangenen Wallfahrtskirche Maria am Sand im Kloster Vornbach, darunter die Spuren von Vorgängerbauten bzw. älteren Bauphasen. | D-2-7546-0126 |      |
| Vornbach (Standort) | Station des Jung- oder Spätpaläolithikums. | D-2-7546-0144 |      |

### Bodendenkmäler ohne Kartierung
| Lage | Objekt | Akten-Nr. | Bild |
| ---- | ------ | --------- | ---- |